# Hăiești, Gorj
Hăiești este un sat în comuna Săcelu din județul Gorj, Oltenia, România.